# Evans (Géorgie)
Pour les articles homonymes, voir Evans.
Evans est une census-designated place du comté de Columbia, en Géorgie, aux États-Unis.

## Démographie
| 2000   | 2010   | - | - | - | - |
| ------ | ------ | - | - | - | - |
| 19 428 | 29 011 | - | - | - | - |